# Baissogryllidae
Famille
Les Baissogryllidae sont une famille fossile d'insectes orthoptères du Crétacé inférieur.

## Liste des genres
Selon Orthoptera Species File (19 mai 2012) :
- sous-famille Baissogryllinae Gorochov, 1985 †
  - genre Baissogryllus Sharov, 1968 †
  - genre Castillogryllus Martins-Neto, 1995 †
  - genre Eubaissogryllus Gorochov, 1985 †
  - genre Ponomarenkoana Gorochov, 1992 †
  - genre Speculogryllus Gorochov, Jarzembowski & Coram, 2006 †
  - genre Storozhenkoana Gorochov, 1992 †
- sous-famille Bontzaganiinae Gorochov, 1985 †
  - genre Anglogryllus Gorochov, Jarzembowski & Coram, 2006 †
  - genre Bontzagania Gorochov, 1985 †
- sous-famille Cearagryllinae Martins-Neto, 2009 †
  - genre Allocearagryllus Martins-Neto, 2009 †
  - genre Cearagrylloides Martins-Neto & Vaz Tassi, 2009 †
  - genre Cearagryllus Martins-Neto, 1991 †
  - genre Cryptocearagryllus Martins-Neto & Vaz Tassi, 2009 †
  - genre Notocearagryllus Martins-Neto, 1999 †
  - genre Paracearagryllus Martins-Neto, 2009 †
  - genre Santanagryllus Martins-Neto, 1991 †
- sous-famille Olindagryllinae Martins-Neto, 1999 †
  - genre Olindagryllus Martins-Neto, 1999 †
- sous-famille Sharategiinae Gorochov, 1992 †
  - genre Caririgryllus Martins-Neto, 1991 †
  - genre Mongologryllus Gorochov, 1985 †
  - genre Neosharategia Gorochov, 1992 †
  - genre Sharategia Gorochov, 1992 †